# شاهراه زندگی
شاهراه زندگی فیلمی به کارگردانی ایرج قادری و نویسندگی احمد نجیب‌زاده محصول سال ۱۳۴۷ است.

## خلاصه داستان
«ولی» خواهرش «ثریا» را گم می‌کند…

## بازیگران
- ایرج قادری
- کتایون
- جواد قائم‌مقامی
- نصرت‌الله محتشم
- سارا
- امیرهوشنگ زند
- رفیع
- مهرنگ
- سیروس شاندرمنی
- نرسی کرکیا
- علی تابش